# Högklint och Nygårds
Högklint och Nygårds var före 2015 en av SCB avgränsad och namnsatt småort i Gotlands kommun. Småorten upphörde 2015 när området växte samman med bebyggelsen i Vibble.
Den omfattade bebyggelse i områdena Högklint, Fridhem, Axelsro och Nyhems i Västerhejde socken vid Gotlands västkust en knapp mil söder om centralorten Visby och strax söder om tätorten Vibble.